# Fußballclub Berlin 1998-1999
Questa voce raccoglie le informazioni riguardanti il Fußballclub Berlin nelle competizioni ufficiali della stagione 1998-1999.

## Stagione
Nella stagione 1998-1999 il FC Berlino, allenato da Henry Häusler e Klaus Goldbach, concluse il campionato di Regionalliga nordest all'8º posto.

## Rosa
| N. |                                 | Ruolo | Calciatore       |
| -- | ------------------------------- | ----- | ---------------- |
| 1  | Germania (bandiera)             | P     | Daniel Bartel    |
| 2  | Polonia (bandiera)              | D     | Robert Majchrzak |
| 3  | Germania (bandiera)             | D     | Jörn Lenz        |
| 4  | Germania (bandiera)             | D     | Mario Maek       |
| 6  | Germania (bandiera)             | C     | Mario Kallnik    |
| 8  | Italia (bandiera)               | C     | Martino Gatti    |
| 11 | Bosnia ed Erzegovina (bandiera) | A     | Leo Marić        |
| 14 | Germania (bandiera)             | C     | Torsten Petzold  |
| 15 | Germania (bandiera)             | C     | Karsten Schmidt  |
| 16 | Germania (bandiera)             | C     | Thomas Dahlke    |
| 18 | Germania (bandiera)             | D     | Daniel Jonelat   |
| 20 | Germania (bandiera)             | A     | Marcel Salomo    |

| N. |                     | Ruolo | Calciatore          |
| -- | ------------------- | ----- | ------------------- |
|    | Germania (bandiera) | D     | Marco Höppner       |
|    | Germania (bandiera) | D     | Falk Jarling        |
|    | Turchia (bandiera)  | C     | Cemal Bingöl        |
|    | Germania (bandiera) | C     | Heiko Brestrich     |
|    | Germania (bandiera) | C     | Ayhan Gezen         |
|    | Croazia (bandiera)  | C     | Davor Krznaric      |
|    | Polonia (bandiera)  | C     | Marek Seruga        |
|    | Germania (bandiera) | A     | Abdelhamid Aberkane |
|    | Germania (bandiera) | A     | Bernd Jopek         |
|    | Germania (bandiera) | A     | Timo Lesch          |
|    | Germania (bandiera) | A     | Sven Ohly           |
|    | Ucraina (bandiera)  | A     | Andrej Sapon        |

## Organigramma societario
Area tecnica
- Allenatore: Klaus Goldbach, Henry Häusler
- Allenatore in seconda:
- Preparatore dei portieri:
- Preparatori atletici:
- Analisi video:

## Calciomercato

### Sessione estiva
| Acquisti | Acquisti         | Acquisti          | Acquisti |
| R.       | Nome             | da                | Modalità |
| -------- | ---------------- | ----------------- | -------- |
| C        | Martino Gatti    | Homburg           |          |
| D        | Robert Majchrzak | Raków Częstochowa |          |
| C        | Torsten Petzold  | Union Berlino     |          |

| Cessioni | Cessioni       | Cessioni     | Cessioni |
| R.       | Nome           | a            | Modalità |
| -------- | -------------- | ------------ | -------- |
| C        | Michael Lorenz | Uerdingen 05 |          |

### Sessione invernale
| Acquisti | Acquisti  | Acquisti      | Acquisti |
| R.       | Nome      | da            | Modalità |
| -------- | --------- | ------------- | -------- |
| A        | Leo Marić | Union Berlino |          |

| Cessioni | Cessioni         | Cessioni   | Cessioni |
| R.       | Nome             | a          | Modalità |
| -------- | ---------------- | ---------- | -------- |
| A        | Sebastian Müller | Babelsberg |          |

## Risultati

### Regionalliga nordest

#### Girone di andata
| Berlino 1º agosto 1998, ore 14:00 CEST 1ª giornata | FC Berlino | 0 – 0 referto | Carl Zeiss Jena | Friedrich-Ludwig-Jahn-Sportpark (832 spett.)\| Arbitro: \| Reck \| |
| Arbitro:                                           | Reck       |               |                 |                                                                    |

| Arbitro: | Wendorf |

|  |           |           |
|  | Marcatori | 84’ Gezen |

| Berlino 12 agosto 1998, ore 18:00 CEST 3ª giornata | FC Berlino | 0 – 0 referto | Zwickau | Friedrich-Ludwig-Jahn-Sportpark (1 200 spett.)\| Arbitro: \| Fleske \| |
| Arbitro:                                           | Fleske     |               |         |                                                                        |

| Arbitro: | Fröhlich |

|               |           |                          |
| Schiemann 86’ | Marcatori | 58’ Ohly 76’, 89’ Seruga |

| Arbitro: | Binkowski |

|                       |           |             |
| Maek 64’ Aberkane 80’ | Marcatori | 30’ Brzovic |

| Eisenhüttenstadt 29 agosto 1998, ore 14:00 CEST 6ª giornata | Eisenhüttenstädter Stahl | 0 – 0 referto | FC Berlino | Sportanlage der Hüttenwerker (530 spett.)\| Arbitro: \| Kiefer \| |
| Arbitro:                                                    | Kiefer                   |               |            |                                                                   |

| Arbitro: | Kokel |

|                                     |           |               |
| Aberkane 35’ Gezen 60’ Krznaric 87’ | Marcatori | 81’ Petrowsky |

| Arbitro: | Kruse |

|                                                             |           |                                             |
| Hammermüller 49’ (rig.), 78’ (rig.) Filipović 54’ Lucic 69’ | Marcatori | 7’ Lenz 28’ Brestrich 52’ Gezen 80’ Jarling |

| Arbitro: | Pleßke |

|                            |           |             |
| Aberkane 24’ Brestrich 66’ | Marcatori | 23’ Dittgen |

| Arbitro: | Koop |

|                              |           |               |
| Patschinski 35’ Schröter 47’ | Marcatori | 11’ Brestrich |

| Arbitro: | Dommaschk |

|           |           |                       |
| Gatti 76’ | Marcatori | 47’ Weiß 62’ Spranger |

| Arbitro: | Robel |

|             |           |              |
| Ullmann 84’ | Marcatori | 30’ Krznaric |

| Arbitro: | Fleske |

|                  |           |  |
| Gezen 62’ (rig.) | Marcatori |  |

| Arbitro: | Wendorf |

|                                   |           |                         |
| Mydlo 6’, 9’ Lau 23’ Sandmann 24’ | Marcatori | 12’ Brestrich 81’ Lesch |

| Arbitro: | Zschoke |

|               |           |                                          |
| Wiedemann 45’ | Marcatori | 34’ Brestrich 51’ Petzold 84’, 89’ Lesch |

| Arbitro: | Kiefer |

|  |           |                                  |
|  | Marcatori | 32’ Schwanke 48’ Menze 55’ Közle |

| Arbitro: | Dittrich |

|                      |           |  |
| Schönberg 26’ (rig.) | Marcatori |  |

#### Girone di ritorno
| Arbitro: | Bley |

|             |           |  |
| Rusayev 44’ | Marcatori |  |

| Arbitro: | Heynemann |

|                        |           |  |
| Marić 81’ Krznaric 89’ | Marcatori |  |

| Arbitro: | Kruse |

|                                  |           |                        |
| Cramer 54’ Ragne 72’ Popović 78’ | Marcatori | 1’ Gatti 28’ Brestrich |

| Arbitro: | Sax |

|          |           |  |
| Marić 7’ | Marcatori |  |

| Arbitro: | Richter |

|  |           |           |
|  | Marcatori | 55’ Gezen |

| Arbitro: | Kokel |

|                                                                    |           |            |
| Krznaric 21’ Marić 26’, 77’, 88’ (rig.) Brestrich 60’ Aberkane 80’ | Marcatori | 47’ Wagner |

| Potsdam 6 marzo 1999, ore 14:00 CET 24ª giornata | Babelsberg | 0 – 0 referto | FC Berlino | Stadio Karl Liebknecht (1 500 spett.)\| Arbitro: \| Zschoke \| |
| Arbitro:                                         | Zschoke    |               |            |                                                                |

| Arbitro: | Seeger |

|              |           |             |
| Brestrich 2’ | Marcatori | 85’ Eidtner |

| Lipsia 27 marzo 1999, ore 14:00 CET 26ª giornata | VfB Lipsia | 0 – 0 referto | FC Berlino | Bruno-Plache-Stadion (4 800 spett.)\| Arbitro: \| Wendorf \| |
| Arbitro:                                         | Wendorf    |               |            |                                                              |

| Arbitro: | Robel |

|                            |           |          |
| Krznaric 52’ Brestrich 90’ | Marcatori | 72’ Nagy |

| Arbitro: | Keßler |

|                           |           |  |
| Schmidt 71’ Zapyshnyi 87’ | Marcatori |  |

| Arbitro: | Weise |

|  |           |                       |
|  | Marcatori | 60’ König 79’ Liebers |

| Arbitro: | Wolf |

|           |           |                      |
| Binke 70’ | Marcatori | 12’ Seruga 76’ Sapon |

| Arbitro: | Endmann |

|          |           |                        |
| Gezen 2’ | Marcatori | 39’ Hähnge 79’ Schmidt |

| Arbitro: | Cyrklaff |

|  |           |                |
|  | Marcatori | 56’ Shubitidze |

| Arbitro: | Zschoke |

|  |           |                |
|  | Marcatori | 6’, 34’ Salomo |

| Arbitro: | Sather |

|                                |           |            |
| Brestrich 7’, 50’ Aberkane 80’ | Marcatori | 72’ Sugzda |

## Statistiche

### Statistiche di squadra
| Competizione         | Punti | In casa | In casa | In casa | In casa | In casa | In casa | In trasferta | In trasferta | In trasferta | In trasferta | In trasferta | In trasferta | Totale | Totale | Totale | Totale | Totale | Totale | DR  |
| Competizione         | Punti | G       | V       | N       | P       | Gf      | Gs      | G            | V            | N            | P            | Gf           | Gs           | G      | V      | N      | P      | Gf     | Gs     | DR  |
| -------------------- | ----- | ------- | ------- | ------- | ------- | ------- | ------- | ------------ | ------------ | ------------ | ------------ | ------------ | ------------ | ------ | ------ | ------ | ------ | ------ | ------ | --- |
| Regionalliga nordest | 53    | 17      | 9       | 3       | 5       | 25      | 17      | 17           | 6            | 5            | 6            | 23           | 21           | 34     | 15     | 8      | 11     | 48     | 38     | +10 |
| Totale               | 53    | 17      | 9       | 3       | 5       | 25      | 17      | 17           | 6            | 5            | 6            | 23           | 21           | 34     | 15     | 8      | 11     | 48     | 38     | +10 |

### Andamento in campionato
| Giornata  | 1  | 2 | 3 | 4 | 5 | 6 | 7 | 8 | 9 | 10 | 11 | 12 | 13 | 14 | 15 | 16 | 17 | 18 | 19 | 20 | 21 | 22 | 23 | 24 | 25 | 26 | 27 | 28 | 29 | 30 | 31 | 32 | 33 | 34 |
| --------- | -- | - | - | - | - | - | - | - | - | -- | -- | -- | -- | -- | -- | -- | -- | -- | -- | -- | -- | -- | -- | -- | -- | -- | -- | -- | -- | -- | -- | -- | -- | -- |
| Luogo     | C  | T | C | T | C | T | C | T | C | T  | C  | T  | C  | T  | T  | C  | T  | T  | C  | T  | C  | T  | C  | T  | C  | T  | C  | T  | C  | T  | C  | C  | T  | C  |
| Risultato | N  | V | N | V | V | N | V | N | V | P  | P  | N  | V  | P  | V  | P  | P  | P  | V  | P  | V  | V  | V  | N  | N  | N  | V  | P  | P  | V  | P  | P  | V  | V  |
| Posizione | 10 | 7 | 7 | 5 | 3 | 5 | 1 | 2 | 1 | 4  | 6  | 7  | 7  | 7  | 6  | 7  | 9  | 10 | 9  | 9  | 9  | 8  | 8  | 8  | 8  | 8  | 8  | 8  | 8  | 8  | 8  | 8  | 8  | 8  |

Legenda:

Luogo: C = Casa; T = Trasferta. Risultato: V = Vittoria; N = Pareggio; P = Sconfitta.

### Statistiche dei giocatori
| A. Aberkane  | 19 | 5  | 2 | 0 |
| D. Bartel    | 34 | 0  | 3 | 0 |
| C. Bingöl    | 2  | 0  | 0 | 0 |
| H. Brestrich | 33 | 11 | 6 | 1 |
| T. Dahlke    | 17 | 0  | 1 | 0 |
| M. Gatti     | 32 | 2  | 5 | 1 |
| A. Gezen     | 32 | 6  | 6 | 1 |
| M. Höppner   | 11 | 0  | 3 | 0 |
| F. Jarling   | 5  | 1  | 1 | 0 |
| D. Jonelat   | 5  | 0  | 1 | 0 |
| B. Jopek     | 9  | 0  | 0 | 0 |
| M. Kallnik   | 31 | 0  | 4 | 1 |
| D. Krznaric  | 33 | 5  | 8 | 0 |
| J. Lenz      | 33 | 1  | 8 | 1 |
| T. Lesch     | 21 | 3  | 1 | 0 |
| M. Maek      | 27 | 1  | 8 | 1 |
| R. Majchrzak | 13 | 0  | 5 | 0 |
| L. Marić     | 12 | 5  | 2 | 0 |
| S. Müller    | 1  | 0  | 0 | 0 |
| S. Ohly      | 22 | 1  | 6 | 0 |
| T. Petzold   | 27 | 1  | 5 | 1 |
| M. Salomo    | 14 | 2  | 1 | 0 |
| A. Sapon     | 6  | 1  | 1 | 1 |
| K. Schmidt   | 5  | 0  | 0 | 0 |
| M. Seruga    | 16 | 3  | 1 | 0 |